# Добровольне (Казахстан)
Доброво́льне (каз. Добровольное) — село у складі Буландинського району Акмолинської області Казахстану. Входить до складу Новобратського сільського округу.
Населення — 35 осіб (2021; 160 у 2009, 288 у 1999, 330 у 1989).
Національний склад станом на 1989 рік:
- українці — 58 %.

У радянські часи село називалось Добровольське.